# SZD-40 Halny
SZD-40 Halny – polski, dwumiejscowy szybowiec doświadczalny zaprojektowany w Szybowcowym Zakładzie Doświadczalnym w Bielsku-Białej.

## Historia
Klasa dwumiejscowych szybowców wyczynowych przez wiele lat nie była rozwijana, nastąpiło to dopiero pod koniec lat sześćdziesiątych. Pojawiły się nowe konstrukcje – włoski Caproni Vizzola A-21 „Calif” i niemiecki SB-10. Polscy konstruktorzy obserwowali te prace i w 1971 r. w SZD przystąpiono do prac nad dwumiejscowym szybowcem doświadczalno-rekordowym oznaczonym SZD-40. Zespół konstruktorów pod kierunkiem Władysława Okarmusa poszukiwał rozwiązań pozwalających na wykorzystanie części istniejących już konstrukcji. Zakładano, że odciąży to prototypownie i powoli na zmniejszenie kosztów opracowania prototypów i późniejszej produkcji seryjnej.
Pierwsza koncepcja przewidywał przebudowę szybowca SZD-31 Zefir 4 na wersję dwumiejscową z miejscem pasażera usytuowanym za partią centralną płata. Projekt ten wymagał jednak zastosowania dodatkowego obciążenia w przodzie kadłuba i przekonstruowanie osłony kabiny, dlatego też został zarzucony.
Ostatecznie podjęto decyzję o dokonstruowaniu dwumiejscowego kadłuba do przekonstruowanego skrzydła Zefira 4 - zmodyfikowano profil, klapy i lotki oraz zwiększono rozpiętość do 20 m. Modyfikacja profilu skrzydła została przeprowadzona poprzez zmianę noska skrzydła oraz krawędzi spływu. Wprowadzone zmiany spowodowały przekwalifikowanie szybowca do klasy specjalnej. W połączeniu z nowym kadłubem miało to dać szybowiec o nowoczesnej sylwetce i wysokich osiągach. W budowie kadłuba wykorzystano doświadczenia z pracy nad prototypem SZD-37 Jantar stosując podobne rozwiązania konstrukcyjne: laminatowy przód w partii zaskrzydłowej łączy się z duralową zbieżną rurą przechodzącą w metalowy statecznik kierunku. Zmodernizowano podwozie główne poprzez zainstalowanie mechanizmu chowania koła głównego. Kabina została przedłużona, pierwsze miejsce zajmował pasażer, drugie pilot.
Prototyp, o znakach rejestracyjnych SP-2645, został oblatany przez pilota doświadczalnego Zdzisława Byloka w dniu 23 grudnia 1972 r. Po zakończeniu prób fabrycznych przekazano „Halnego” do próbnej eksploatacji w Centrum Szybowcowym w Lesznie.
Ustanowiono na nim rekordy:
- 26.05.1977 r. - Adela Dankowska z pasażerką Ewą Jagiełło ustanowił rekord świata w przelocie docelowo-powrotnym - 580 km[5],
- 1.08.1978 r. - Adela Dankowska z pasażerką E. Gorzelak, ustanowiła rekord świata prędkości na trasie 100 km - 126,3 km/h,
- 2.06.1979 r. - Stanisław Witek z pasażerem J. Kochańczykiem ustanowił rekord Polski w prędkościowym przelocie docelowo-powrotnym 320 km - 108,6 km/h,
- 4.05.1980 r. - Adela Dankowska z pasażerką S. Piątek, przelot prędkościowy na trasie 500 km - 93,7 km/h,
- 14.05.1980 r. - Pelagia Majewska z pasażerką V. Malcher odległościowy przelot docelowo-powrotny - 617,43 km.

Szybowiec nie był produkowany seryjnie. Jedyny egzemplarz był wykorzystywany do początku lat 90. Obecnie, dzięki inicjatywie Witolda Nowaka z Aeroklubu Gliwickiego, został odrestaurowany i lata w gliwickim klubie muzealnych szybowców ze znakami rejestracyjnymi SP-2645.

## Konstrukcja[1][3][2]
Wolnonośny górnopłat o skrzydłach z wyraźnym skosem do przodu „kijankowym” kadłubie z miejscami dla pilota i pasażera w układzie tandem oraz z usterzeniami w układzie „T”.
Kadłub o konstrukcji mieszanej. Przód, mieszczący kabinę, wykonany z laminatu epoksydowego za skrzydłem przechodzi w stożkowaną rurę duralową zakończoną metalowym statecznikiem pionowym. Partia centralna kadłuba, do której mocowane są skrzydła, zbudowana jest na kratownicy wykonanej z rur stalowych. Kabina zakryta, osłonięta jednoczęściową osłoną. Zaczep do lotów na holu umiejscowiony pod fotelem w pierwszej kabinie.
Skrzydło dwudzielne o obrysie trapezowym, ze skosem ujemnym o konstrukcji drewnianej z pokryciem sklejkowym, o konstrukcji skorupowej, bezdźwigarowe. Do głównego zespołu doklejony jest w przedniej części wykonany ze sklejki nosek, a w części spływowej przymocowane są klapy i lotki o konstrukcji bezszczelinowej. Hamulce znajdują się na dolnej i górnej powierzchni skrzydła, a każdy zespół składa się z dwóch płyt i elastycznej (laminatowej) nakładki zamykającej. Hamulce, lotki i klapy są napędzane przy pomocy popychaczy.
Usterzenie wolnonośne w układzie T, spinane ze statecznikiem kierunku jednym poziomym sworzniem cylindrycznym. Wszystkie napędy sterów popychaczowe z wyjątkiem linkowych dla steru kierunku.
Wyposażenie: prędkościomierz PR-250s lub PR-400s, wysokościomierz W-12s lub W-10s, wariometr WRs-5 z kompensatorem WEC, wariometr WRs-30c, zakrętomierz EZS-3, busolę BS-1, radiostacja RS-6101, aparatura tlenowa SAT-5.
Podwozie jednotorowe złożone z chowanego koła głównego i stałego kółka ogonowego. Koło główne wyposażone w hamulec szczękowy, kółko ogonowe osłonięte owiewką.